# Oberwartha
Oberwartha ist eine Ortschaft von Dresden und gehört zum statistischen Stadtteil Cossebaude/Mobschatz/Oberwartha. Oberwartha hat etwa 400 Einwohner und eine Gesamtfläche von 203 Hektar.

## Geschichte

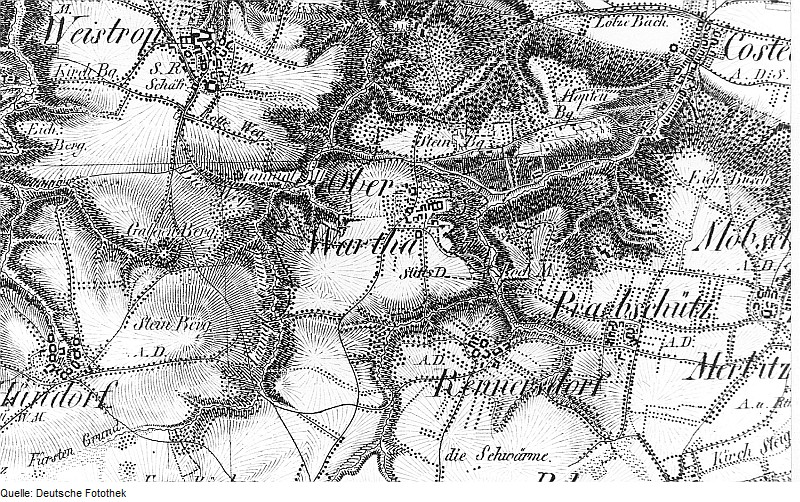
Oberwartha und seine Nachbardörfer auf einer Karte von 1821

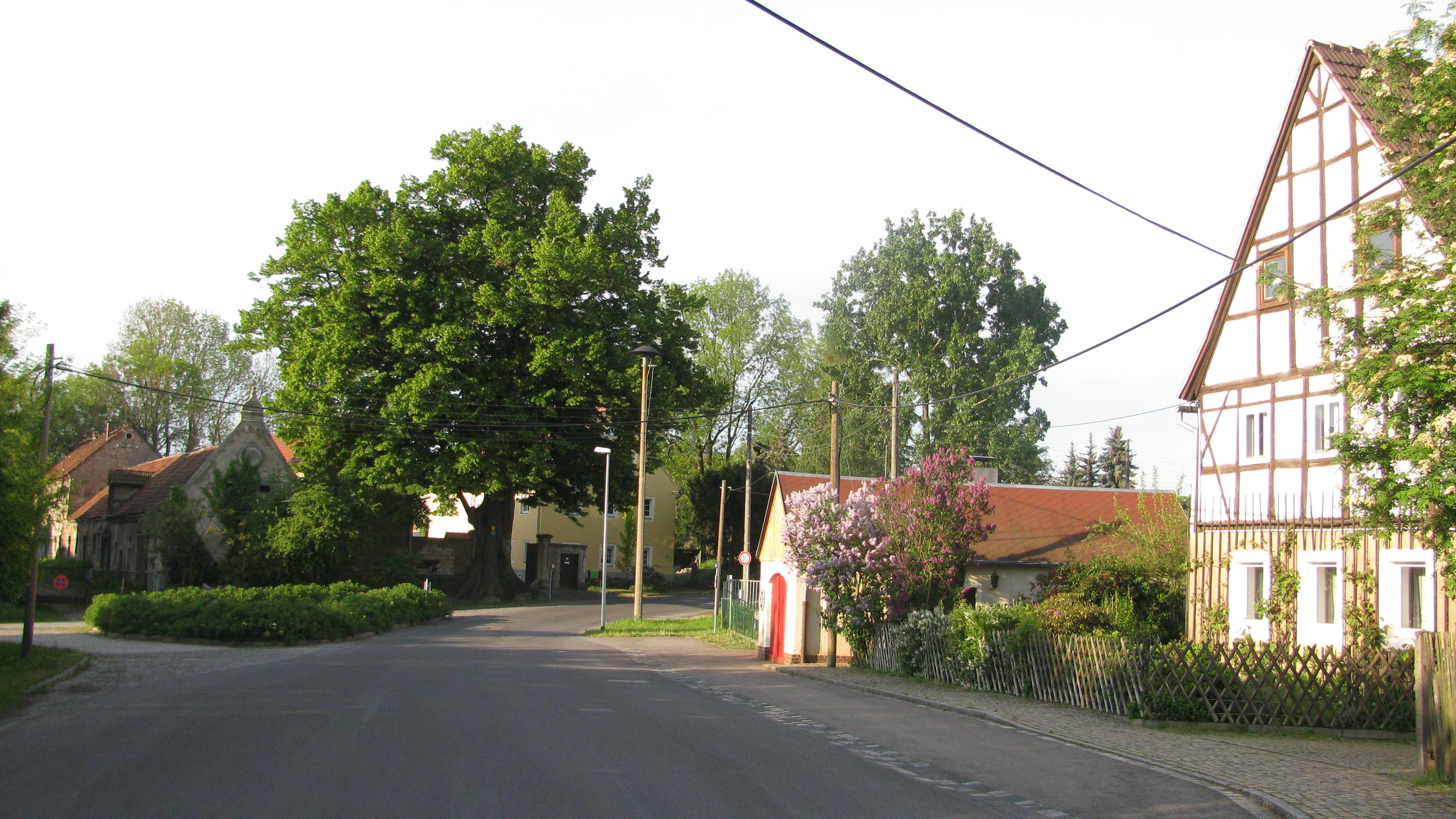
Dorfkern mit dem Naturdenkmal „Dorflinde Oberwartha“

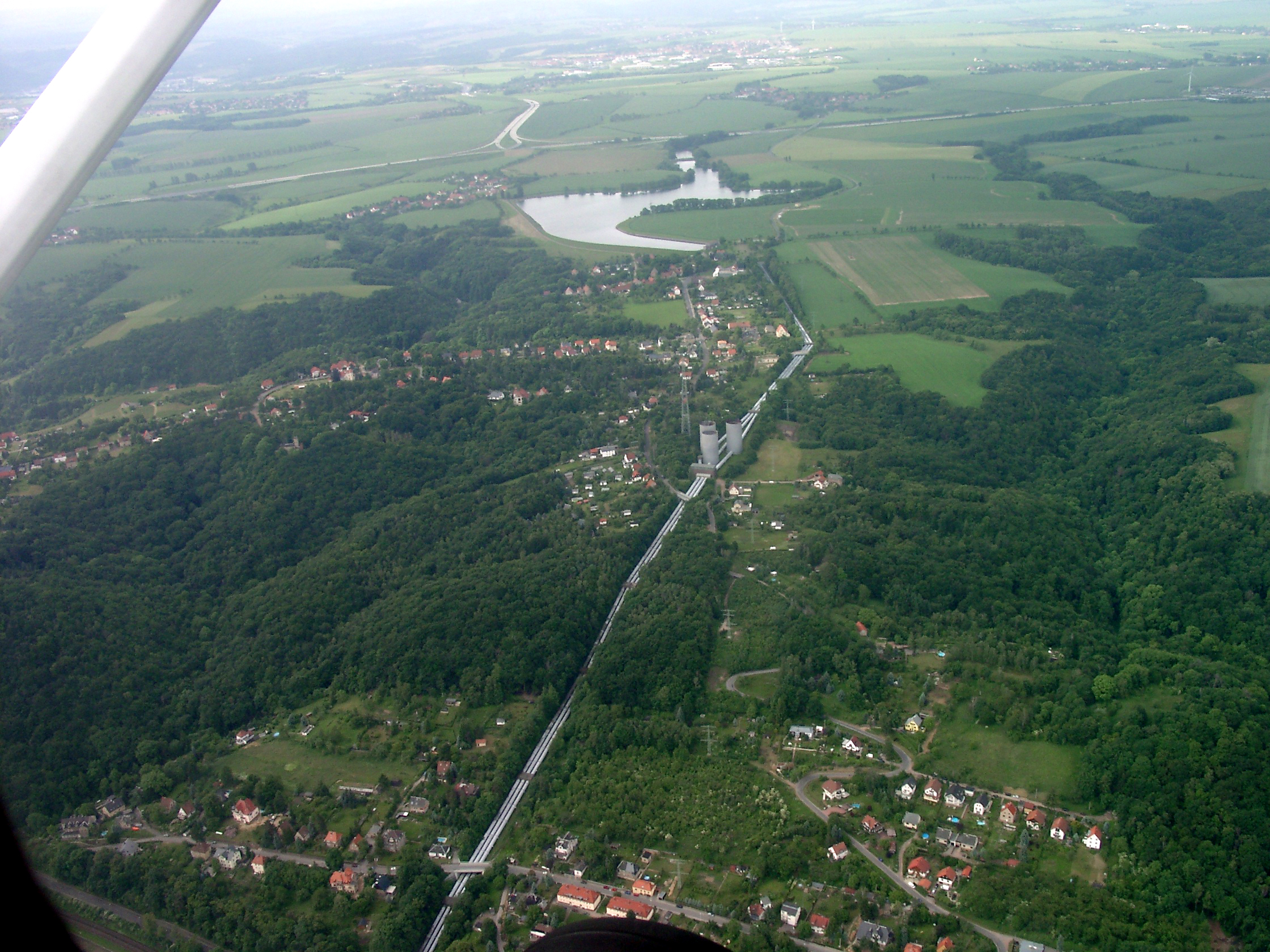
Oberwartha (Bildmitte) und Niederwartha (unterer Bildrand) im Luftbild

Erstmals urkundliche Erwähnung findet Oberwartha als Wartha im Jahr 1266, der Ortsname hat den gleichen Ursprung wie der des benachbarten Niederwartha. Es befand sich zum damaligen Zeitpunkt im Besitz des Bischofs von Meißen, welcher hier ein Allodium hatte. Dieser war auch der Begründer des Weinbaus um Cossebaude. 1354 wird der Ort als Bischoffswartha erwähnt, 1495 als Überwart und schließlich 1539 als Oberwart. Die Ansiedlung erfolgte anfangs um das Klostergut. Erst um 1501 wurden die Flurstücke rund um Oberwartha an die Dorfbewohner aufgeteilt, während der Ort vom Stiftsamt Meißen verwaltet wurde. 1708 wurde im Ort eine heute nicht mehr existierende Windmühle gebaut.
Das Klostergut, nach der Reformation Rittergut, wechselte mehrfach seine Besitzer und gehörte ab dem 19. Jahrhundert verschiedenen bürgerlichen Familien. Einer dieser Bürger war der Dresdner Kaufmann Fritz Arndt, der sich für die Entwicklung des Ortes einsetzte. Arndt organisierte den Bau von Villen, um so wohlhabende Familien nach Oberwartha zu locken. Um 1900 entstand so die erste Villenkolonie an den Elbhängen. 1907 entstand auch ein Kurhaus, welches König Friedrich August III. besuchte. Zur besseren Erschließung des Ortes wurde um 1912 der Bau einer Zahnradbahn zwischen Oberwartha und dem Elbtal geplant. Diese wurde aber auf Grund des Ersten Weltkriegs nicht gebaut.

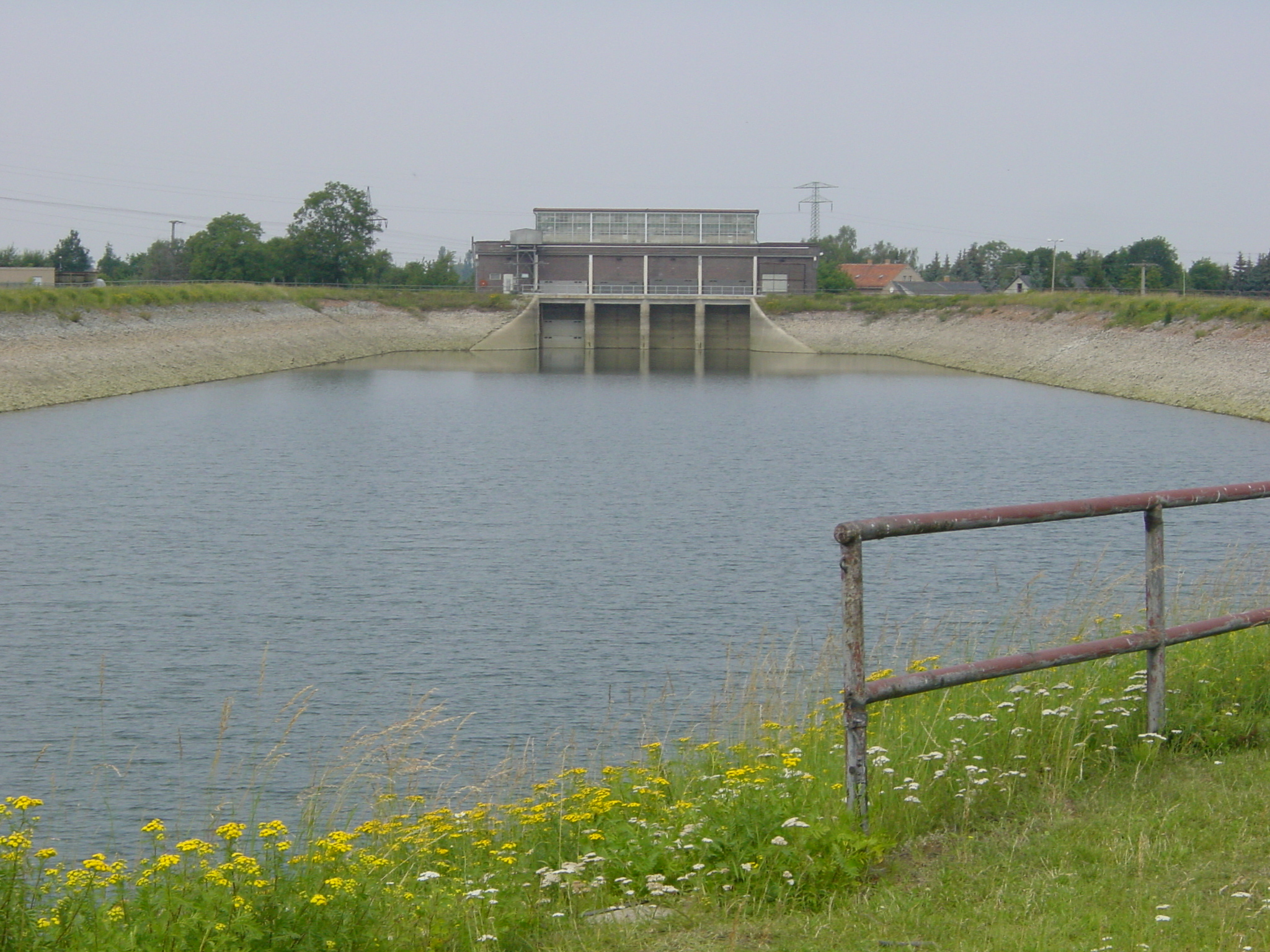
Oberbecken des Pumpspeicherwerks

1928 begann man in der Nähe des Ortes mit dem Bau des oberen Stausees für das neue Pumpspeicherwerk Niederwartha, wobei der Silbergrund geflutet wurde.
In den 20er und 30er Jahren wurden weitere Wohnsiedlungen in Oberwartha angelegt. Das ehemalige Klostergut bestand noch bis 1945 und wurde dann im Zuge der Bodenreform enteignet. Es ist wie die anderen Kulturdenkmale der Ortschaft in der Liste der Kulturdenkmale in Oberwartha aufgeführt. Anfang 1994 wurde Oberwartha ein Ortsteil von Cossebaude und wurde mit diesem gemeinsam am 1. Juli 1997 nach Dresden eingemeindet.

## Politik
| Ortschaftsratswahl Oberwartha 2024Wahlbeteiligung: 83,8 % 80706050403020100 72,2 %27,8 % FWAFObAnmerkungen:b AKTIV FÜR OBERWARTHA | Sitzverteilung im Ortschaftsrat Oberwartha seit 2024Insgesamt 5 Sitze - AKTIV FÜR OBERWARTHA: 1 - FW: 4 |

## Entwicklung der Einwohnerzahl
| Jahr | Einwohner         |
| ---- | ----------------- |
| 1568 | 12 besessene Mann |
| 1764 | 10 besessene Mann |
| 1834 | 119               |
| 1871 | 126               |
| 1890 | 126               |
| 1910 | 300               |
| 1925 | 327               |
| 1939 | 371               |
| 1946 | 477               |
| 1950 | 465               |
| 1964 | 410               |
| 1990 | 310               |
| 1992 | 316               |

| Jahr | Einwohner |
| ---- | --------- |
| 2003 | 366       |
| 2006 | 355       |
| 2007 | 351       |
| 2008 | 346       |
| 2009 | 345       |
| 2010 | 353       |
| 2011 | 400       |
| 2012 | 404       |
| 2013 | 401       |
| 2014 | 401       |
| 2015 | 407       |
| 2016 | 432       |
| 2017 | 432       |